# Women2Drive

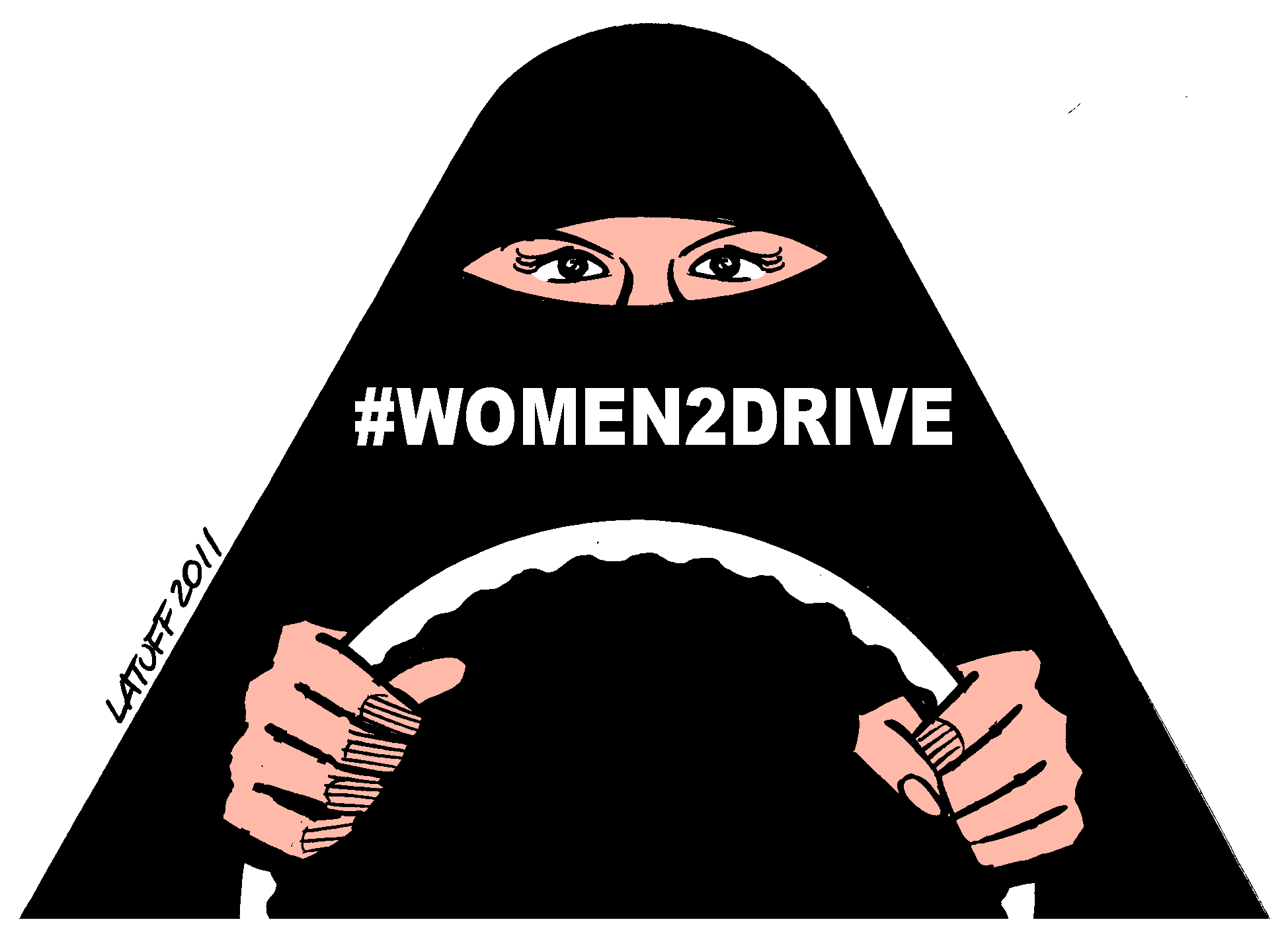
Affiche voor de beweging, ontwerp van Carlos Latuff

De Women to Drive-beweging (Arabisch: قيادة المرأة في السعودية, qiyāda al-imarʾa fī as-Suʿūdiyya) is een Saudische protestgroep begonnen in 2011. De leden ervan protesteerden tegen het tot juni 2018 geldende verbod op autorijden door vrouwen.

## Beperkte mobiliteit
Vrouwen in Saoedi-Arabië hebben heel weinig bewegingsvrijheid en hebben voor veel zaken toestemming nodig van een mannelijke voogd. Contact met mannen buiten de familiekring is heel beperkt. Vrouwen moeten de ondertekende toestemming laten zien om te reizen, zelfs binnen Saoedi-Arabië. Echter, uit noodzaak hebben de meeste vrouwen buitenshuis wel contact met mannen buiten de directe familie om te winkelen of zaken te doen.
In 2013 mochten Saoedische vrouwen voor het eerst fietsen, maar dan alleen rond parken en andere "recreatiegebieden". Ze moeten wel zodanig gekleed zijn dat hun hele lichaam bedekt is en vergezeld worden door een mannelijk familielid. Een meervoudig bekroonde film uit 2012, Wadjda, heeft dit fenomeen als onderwerp. Het gaat over een tienjarig meisje dat wil fietsen, maar dit niet mag omdat ze geen jongen is.
Vrouwen hebben beperkte toegang tot bus- en treindiensten. Waar het is toegestaan, moeten ze een aparte ingang gebruiken en zitten in een achterste gedeelte gereserveerd voor vrouwen. De grootste busmaatschappijen in Riyad en Jeddah staan helemaal geen vrouwen toe. Vanaf 2010 overwoog de regering om een nationaal bussysteem voor alleen vrouwen te creëren, dit kwam tot nu toe echter nauwelijks van de grond. Vanaf 2013 startten enkele transportbedrijven ophaalservices. Vrouwen zijn goed voor 80% van de passagiers van deze dienst.

## Autorijden
Tot juni 2018 mochten vrouwen in Saoedi-Arabië niet autorijden. In 2017 verordonneerde Koning Salman dat vrouwen rijbewijzen zouden mogen krijgen, waarmee vrouwen in het daaropvolgende jaar het recht op autorijden zouden krijgen. Een argument voor autorijden was het feit dat vrouwen in de tijd van de profeet Mohammed wel op kamelen mochten rijden.
Saoedi-Arabië had in principe geen verbod voor vrouwen om auto te rijden, maar de Saudische wet vereist dat bestuurders een lokaal uitgegeven rijbewijs gebruiken. Dergelijke licenties werden niet aan vrouwen verstrekt.
Veelvoorkomende redenen voor het verbod op rijden onder vrouwen waren:
1. Het besturen van een auto omvat het blootleggen van het gezicht.
2. Het besturen van een auto kan ertoe leiden dat vrouwen vaker het huis uitgaan.
3. Autorijden kan ertoe leiden dat vrouwen ongewenst in contact komen met mannen, bijvoorbeeld bij verkeersongelukken.
4. Vrouwen die met een auto rijden, kunnen leiden tot drukte op te weg en veel jonge mannen wordt de kans ontnomen om te rijden.
5. Autorijden zou de eerste stap zijn in een uitholling van traditionele waarden, zoals de scheiding op basis van geslacht.
6. Het schokken van de auto beschadigt de vrouw haar baarmoeder.

Het autorijden door vrouwen werd soms om praktische redenen getolereerd in landelijke gebieden. Andere middelen van transport zijn niet voorhanden dus om praktische gezinszaken te regelen moest de vrouw wel autorijden, bovendien kon de politie in deze landelijke gebieden niet effectief patrouilleren om een verbod effectief te handhaven.
In Saoedi-Arabië was er kritiek op het rijverbod:
1. Het zorgde juist voor contact tussen mannen en vrouwen, omdat het vrouwen dwong taxi's te nemen met mannelijke bestuurders.
2. Mannelijke chauffeurs zijn een frequente bron van klachten over seksuele intimidatie.
3. Het was een buitensporige financiële last, een gemiddelde werkende vrouw besteedde de helft van haar inkomen aan taxi's.
4. Het openbaar vervoer wordt algemeen beschouwd als onbetrouwbaar en gevaarlijk.

## Protestbeweging
In het begin van de jaren negentig waren er enkele spontane protestacties. Op 6 november 1990 reden 47 Saoedische vrouwen die rijbewijzen hadden uit het buitenland als vorm van protest door de straten van Riyadh. De vrouwen werden daarna omringd door nieuwsgierige toeschouwers en werden aangehouden door de verkeerspolitie die hen in hechtenis nam. Ze werden vrijgelaten nadat hun mannelijke voogden verklaringen hadden ondertekend dat ze niet opnieuw zouden rijden, maar duizenden folders met hun namen en de namen van hun echtgenoten - met "hoeren" en "pooiers" ernaast gekrabbeld - circuleerden door de stad. De vrouwen werden geschorst op hun werk, hun paspoorten werden geconfisqueerd en ze kregen te horen dat ze de pers niet mochten spreken. Ongeveer een jaar na het protest keerden ze terug naar hun werk en haalden hun paspoorten terug, maar ze werden in de gaten gehouden en werden gepasseerd voor promoties. Op Internationale Vrouwendag 2008 plaatste de Saudische feministische activiste Wajeha al-Huwaider een YouTube-filmpje van zichzelf in een landelijk gebied (waar autorijden werd getolereerd).

### Women2Drive

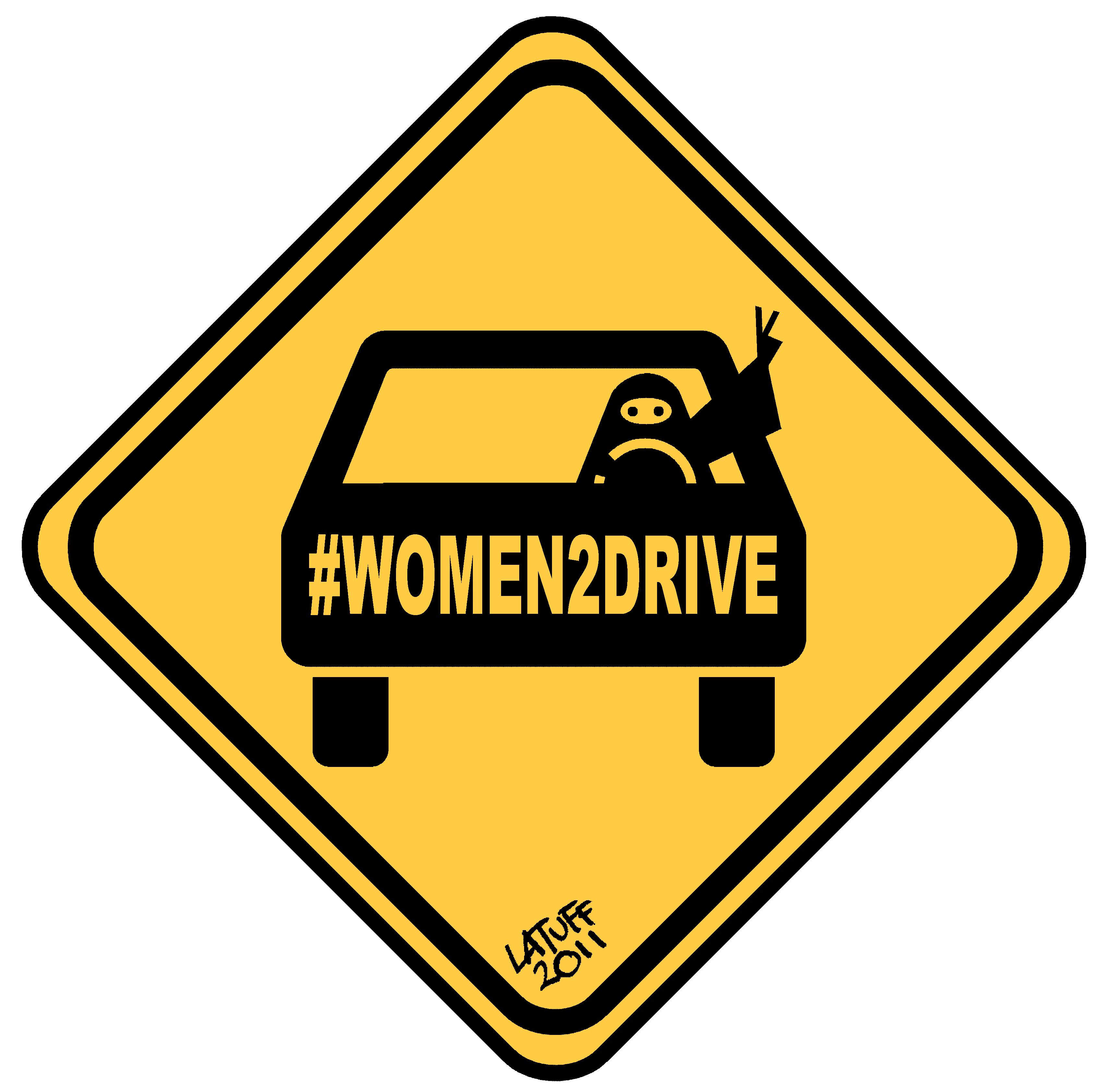
Affiche voor de beweging, ontwerp van Carlos Latuff

De Women2Drive-campagne startte tijdens de protesten in Saoedi-Arabië in 2011. Al-Huwaider filmde Manal al-Sharif in Khobar en de video werd gepubliceerd op YouTube en Facebook. Dit was de start van een campagne die eerst "Teach me how to drive so I can protect myself" genoemd werd en later Women2Drive. De campagne riep vrouwen op om vanaf juni 2011 te beginnen met autorijden. Ongeveer 12 duizend lezers gaven op Facebook hun steun aan de campagne. Manal al-Sharif werd in mei 2011 enkele malen gearresteerd en vrijgelaten onder de voorwaarde dat ze niet opnieuw zou autorijden en niet zou praten met de media. Op 17 juni 2011 reden 30 tot 50 vrouwen door steden in Saoedi-Arabië. Op 29 juni werden vijf vrouwen in Jeddah gearresteerd voor autorijden. Dit werd gezien als het eerste strengere optreden van de autoriteiten tegen de acties. In totaal waren er in juni en juli ongeveer 70 geregistreerde protestacties waarbij vrouwen auto reden.
In september 2011 werd een vrouw uit Jeddah tot tien zweepslagen veroordeeld voor het besturen van een auto. De veroordeling werd gevolgd door maanden van protesten door vrouwelijke activisten. Het vonnis werd uiteindelijk vernietigd door koning Abdullah.
In oktober 2013 was er opnieuw een campagne om uit protest te gaan autorijden op 26 oktober. Deze actie kreeg steun van verschillende activisten en als reactie werd de website van de campagne geblokkeerd. Een van de religieus leiders in Saoedi-Arabië zei dat autorijden de baarmoeders van vrouwen kon beschadigen en dat vrouwen zo mismaakte kinderen zouden baren. Ondanks tegenwerking en de grote aanwezigheid van politie werden er 12 video's op YouTube geplaatst van vrouwen die weer uit protest auto hadden gereden. Veel vrouwen zeiden ook auto te hebben gereden, maar zonder dat ze een filmpje daarover hadden durven posten.
Op 1 december 2014 probeerde de activiste Loujain al-Hathloul de grens van de Verenigde Arabische Emiraten (VAE) en Saoedi-Arabië over te steken in haar auto. Terwijl ze dit deed, bracht ze life verslag uit van haar actie op Twitter en Facebook. Ze werd gearresteerd en 73 dagen lang vastgehouden. Al-Hathloul heeft een rijbewijs van de VAE, maar werd desondanks gearresteerd door de Saoedische politie voor het overtreden van het rijverbod van Saoedi-Arabië.

### Het schrappen van het verbod
Op 26 september 2017 gaf koning Salman een verklaring af waarin hij zei dat vrouwen auto konden rijden en dat dit niet in strijd was met de Sharia. Vanaf juni 2018 zouden rijbewijzen worden verstrekt aan vrouwen. De Saudische autoriteiten arresteerden echter wel de enkele leiders achter de Women2Drive-beweging. Human Rights Watch zag deze arrestaties als afschrikking niet het Saudische koningshuis te bekritiseren.
Op 24 juni 2018 kregen enkele vrouwen inderdaad hun rijbewijs en begonnen in hun auto te rijden. Veel van de activisten van Women2Drive en activisten die zich verzetten tegen het systeem van mannelijke voogdij bleven echter opgesloten in de gevangenis. De actievoersters bleven in hechtenis zonder dat er een officiële aanklacht tegen hen was ingediend en zonder dat ze een advocaat hadden kunnen raadplegen.